# Hellinsia nigridactylus
Hellinsia nigridactylus là một loài bướm đêm thuộc họ Pterophoridae. Loài này có ở Nhật Bản (Honshū, Kyushu), Hàn Quốc, Trung Quốc và Nga.
Sải cánh dài 14–16 mm và Chiều dài cánh trước khoảng 8–9 mm.
Ấu trùng ăn Aster yomena. 